# Charles-Nicolas Noël
Charles-Nicolas Noël (Nancy, ca. 1728 - Rijsel, 1798) was een Frans achttiende-eeuws kunstschilder van Frans oorsprong.

## Levensloop
Geboren in Nancy, is het waarschijnlijk dat het in die stad is dat hij zijn opleiding tot schilder, portrettist en miniaturist kreeg. Hij werkte met olieverf op doek, met pastel op papier en in miniatuur. 
Vanaf ca. 1760 bevond hij zich in Den Haag, van 1764 tot 1771 verbleef hij in Brugge en vanaf 1771 vestigde hij zich in Rijsel. In Brugge sloot hij vriendschap met Jan Garemijn, directeur van de kunstacademie, die hem introduceerde bij de Brugse burgerij, van wie hij bestellingen ontving.
In Rijsel, waar hij zich tevens als handelaar vestigde, was Noël medestichter in 1775 van de Rijselse kunstacademie. Tussen 1773 en 1800 werden werken van hem tentoongesteld op het jaarlijks salon. Het waren portretten van geestelijken, militairen, burgers en kunstenaars.

## Oeuvre

### Den Haag
- Portret van Jeanne Elisabeth Osmont, pasteltekening (1761).

### Brugge
- Portret van Cornelis Salens, koning in 1764 van de Sint-Jorisgilde, olieverf op doek (1765).
- Jan-Robert Caïmo, bisschop van Brugge, pasteltekening.
- Jean-Philippe de Pelichy, burgemeester van het Brugse Vrije en twee familieleden, pasteltekeningen.
- Jan Garemijn, directeur van de Kunstacademie, olieverf op doek (1771).
- Gezamenlijk portret van de voogden van het Brugse mannentuchthuis, olieverf op doek (1771).

### Rijsel
- Apollo en de sibille van Cumes (1777), olieverf op doek, een geschenk aan de Rijselse kunstacademie.
- Tientallen pasteltekeningen.